# Nationaal park Kruger
Het nationaal park Kruger (Afrikaans: Nasionale Krugerwildtuin, Engels: Kruger National Park) of kortweg Krugerpark is een omvangrijk wildpark in de noordoostelijke provincies Limpopo en Mpumalanga van Zuid-Afrika, op de grens met Zimbabwe en Mozambique. Het is een van de bekendste wildparken in Afrika en trekt jaarlijks een groot aantal toeristen.

## Geschiedenis
Het gebied dat nu het Krugerpark vormt werd oorspronkelijk bewoond door de San, waarvan meer dan honderd rotsschilderingen in het park zijn ontdekt. Zij werden in de middeleeuwen verdreven door de Bantoevolken.
De eerste Europeaan die het territorium betrad was de Nederlander François (Frans) de Cuijper, die in 1725 een verkenningsgroep leidde vanaf Fort Lijdzaamheid in het hedendaagse Mozambique. De Nederlanders werden echter verdreven door krijgers van het stamhoofd Dawano.
De eerstvolgende verkenners van Europese afkomst waren de Voortrekker Hans van Rensburg en zijn volgelingen in 1835, die het territorium tijdens hun Grote Trek doorkruisten. Op weg naar Lourenço Marques, een havenstad in het toenmalige Portugees-Oost-Afrika, sneuvelde de gehele groep in een gevecht met de lokale bevolking, waarschijnlijk Tsonga. Een andere groep onder leiding van Louis Tregardt bereikte de haven wél, al overleed Tregardt zes maanden later aan malaria.
De eerste permanente Europese inwoner was de in Portugal geboren João Albasini, die meerdere handelsposten stichtte in het gebied. De route die uit dit handelsnetwerk is ontstaan kreeg later de naam 'Voortrekker Road'.

### Begin
In 1852 werd het territorium deel van de Zuid-Afrikaansche Republiek (Transvaal), een onafhankelijk land opgericht door Nederlandstalige blanke Boeren. Het gebied was voor de Boeren niet bruikbaar vanwege het gevaar van malaria en de tseetseevlieg. Immigranten vestigden zich er pas na 1869 toen er goud werd gevonden in de buurt van Lydenburg. Onder hen waren ook ivoorjagers die een overmatig deel van de dierenpopulatie afschoten.
In 1884 pleitte president Paul Kruger voor het eerst voor natuurbescherming in Oost-Transvaal, aanvankelijk zonder veel resultaat. In 1895 ging de Volksraad overstag met het plan van raadslid Jakob Louis van Wyk voor een jachtverbod tussen de Sabierivier en de Krokodilrivier, wat in 1898 leidde tot de proclamatie van het Sabie Wildreservaat door president Kruger. Kort daarop brak de Tweede Boerenoorlog (1899-1902) uit, waardoor van natuurbescherming weinig meer terechtkwam.

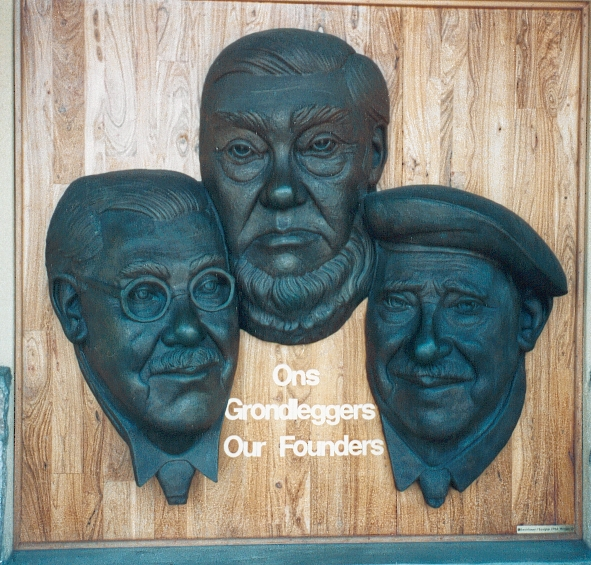
De drie grondleggers van het Krugerpark, van links naar rechts: Piet Grobler, Paul Kruger en James Stevenson-Hamilton

### Oprichting
In 1903 - Transvaal was intussen na de verloren oorlog een Britse kolonie geworden - werd de Schotse majoor James Stevenson-Hamilton de eerste hoofdveldwachter van het gebied. Hij constateerde er vele Tsonga-nederzettingen langs de Sabi-rivier en noordelijker. Hij was een gepassioneerd natuurliefhebber en zette zich in voor de uitbreiding van het gebied. Jaar na jaar kwamen onder zijn leiding steeds meer gebieden bij het reservaat, waarvoor de gehele lokale bevolking werd verwijderd. In 1916 werd een spoorlijn aangelegd, waardoor het grote publiek het park gemakkelijker kon bereiken en het voor toeristen interessanter werd.
Een derde mijlpaal werd bereikt in 1926, toen UZA-minister van Landbouw, Piet Grobler besloot hier het eerste nationaal park van Zuid-Afrika in te stellen. Het werd vernoemd naar een van de grondleggers van het park, Paul Kruger. De expansie ten koste van de lokale bevolking ging door tot 1969 toen de laatste 1500 Makuleke in de Parfuri-driehoek het park werden uitgezet.
Sinds 2000 is het park onderdeel van het grensoverschrijdende Great Limpopo Transfrontier Park, waarin ook parken gelegen in Mozambique (o.a. Limpopo National Park) en Zimbabwe (o.a. Gonarezhou National Park) zijn opgenomen.

## Gebied
Het Krugerpark is 380 km lang, gemiddeld 60 km breed en heeft een totale oppervlakte van ongeveer 20.000 km². Het noordelijke gedeelte beslaat een vrij dorre wildernis met ijzerbomen en zanderige rivieren. Het midden en zuiden worden voornamelijk gekenmerkt door grasvlakten.
Het park bevat 25 kampen, waarvan 12 grote kampen zoals Skukuza, Lower Sabie en Satara. Alle kampen zijn omheind. Alleen in deze kampen, en op aangewezen plaatsen zoals picknickplaatsen als Tshokwane, is het toegestaan voor bezoekers om uit de auto te stappen.
Er zijn 9 toegangspoorten tot het Krugerpark (van zuid naar noord):
Zuidelijke zone
- Crocodile Bridge Gate
- Malelane Gate
- Numbi Gate
- Phabeni Gate
- Paul Kruger Gate

Centrale zone
- Orpen Gate
- Phalaborwa Gate

Noordelijke zone
- Punda Maria Gate
- Pafuri Gate

## Dieren

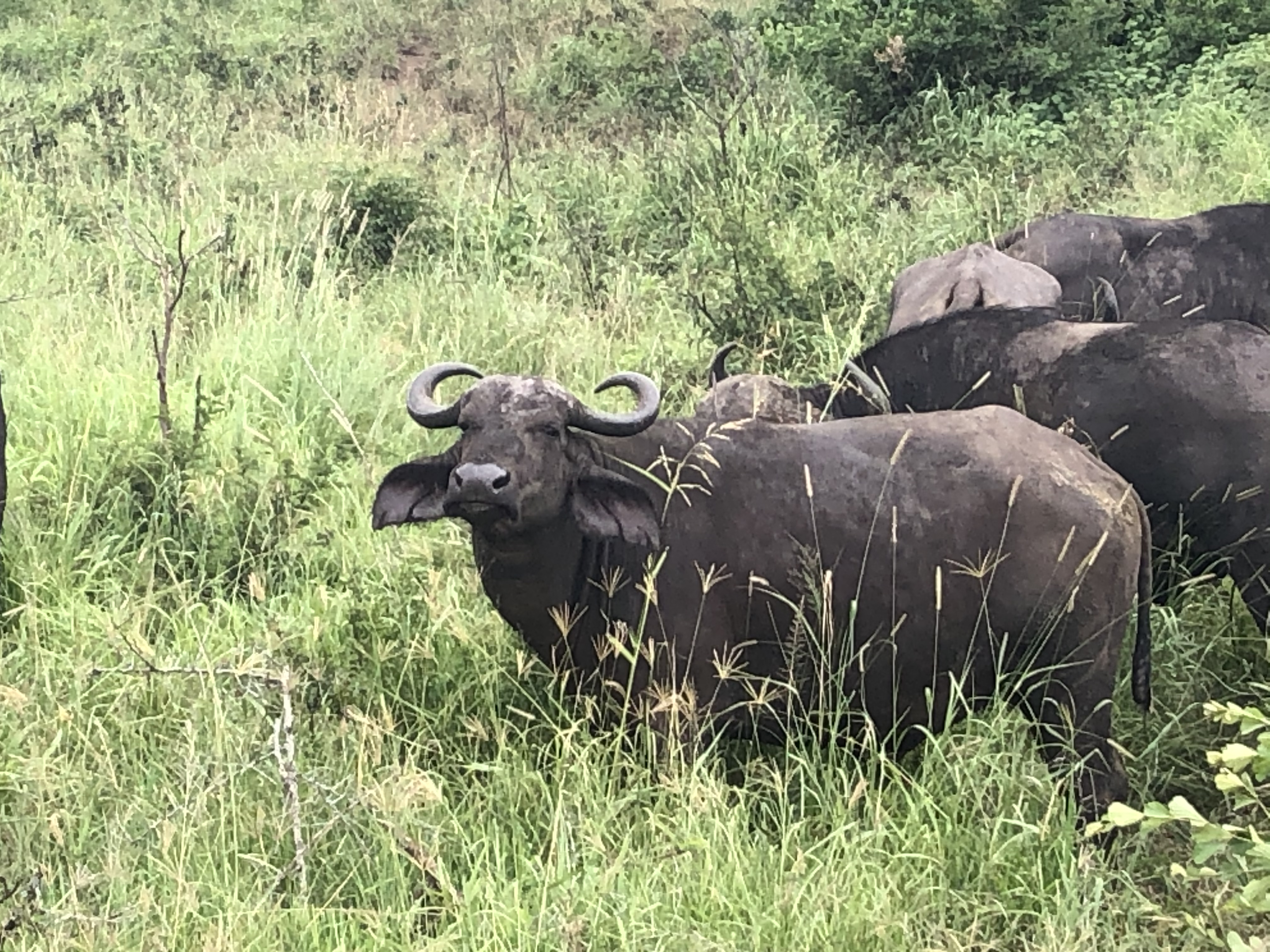
Buffel (Syncerus caffer)

Naast de grootte van het park staat het Krugerpark bekend om de grote variatie aan diersoorten. Er leven meer dan 148 geregistreerde soorten zoogdieren, 505 soorten vogels, 118 soorten reptielen, 53 vissoorten en 35 amfibieën. Daarmee huisvest het Krugerpark de grootste variëteit aan dieren van het hele continent Afrika.
De bekendste dieren zijn de zogenaamde 'Big Five': de leeuw, de buffel, de luipaard, de neushoorn en de Afrikaanse olifant. Van deze laatste leeft in het Krugerpark de grootste populatie ter wereld. In 2003 telde het park 11.700 Afrikaanse olifanten. Naast deze vijf diersoorten zijn er ook nog vele andere, zoals de giraffe, het nijlpaard, de koedoe, de impala, de wilde hond, de zebra, de jachtluipaard, de hyena, de krokodillen, de bavianen en zeldzame vogelsoorten zoals de zuidelijke hoornraaf. De zuidelijke hoornraaf, oorgier, vechtarend, koritrap, zadelbekooievaar en pels visuil vormen tezamen een variant op de Big Five, namelijk de Big Six.

## Rivieren
- Limpoporivier
- Luvuvhurivier
- Shingwedzirivier
- Letabarivier
- Olifantsrivier
- Timbavatirivier
- Sabierivier
- Krokodilrivier.

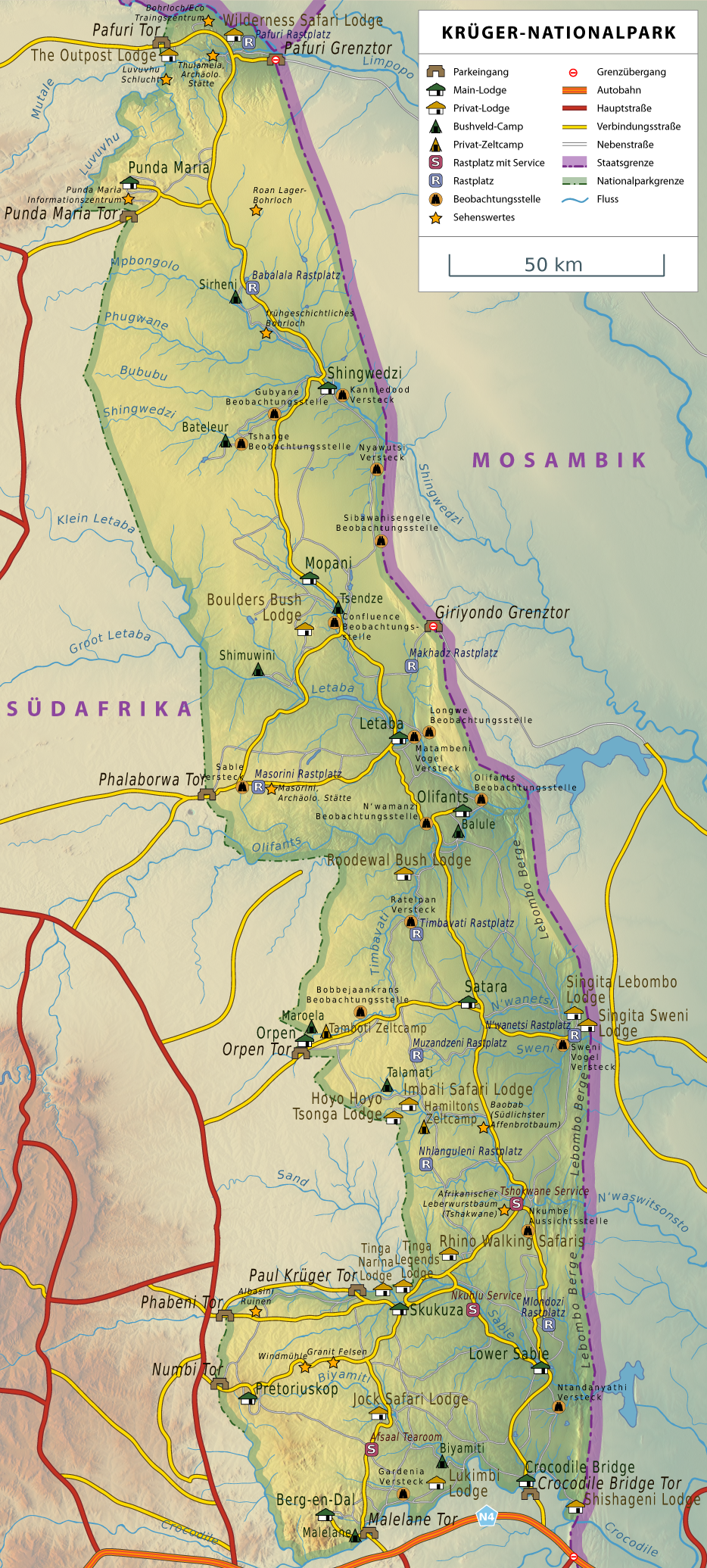

Het park kent ook meer dan 300 archeologische vindplaatsen, zoals Masorini en Thulamela. Deze archeologische plekken stammen uit de steentijd, de ijzertijd en uit de tijd van de Bosjesmannen (San).

## Kampen
Binnen het park zijn verschillende kampen waar overnacht kan worden. Overnachtingen kunnen geboekt worden bij SANParks.
Daarnaast grenzen heel wat privéwildparken aan Kruger.
Zuidelijke zone
- Skukuza. Het grootste kamp binnen Kruger. Omvat het administratief centrum, ATM bank, een golfterrein, autoverhuur, medisch centrum ...
- Berg-en-Dal
- Krokodilbrug ((en)  Crocodile Bridge)
- Malelane
- Onder-Sabie
- Pretoriuskop

Centrale zone
- Letaba
- Olifants
- Orpen
- Maroela (campingzone)
- Tamboti (tentenkamp)
- Satara

Noordelijke zone
- Mopani
- Tsendze (campingzone)
- Shingwedzi
- Punda Maria